# 虎II坦克

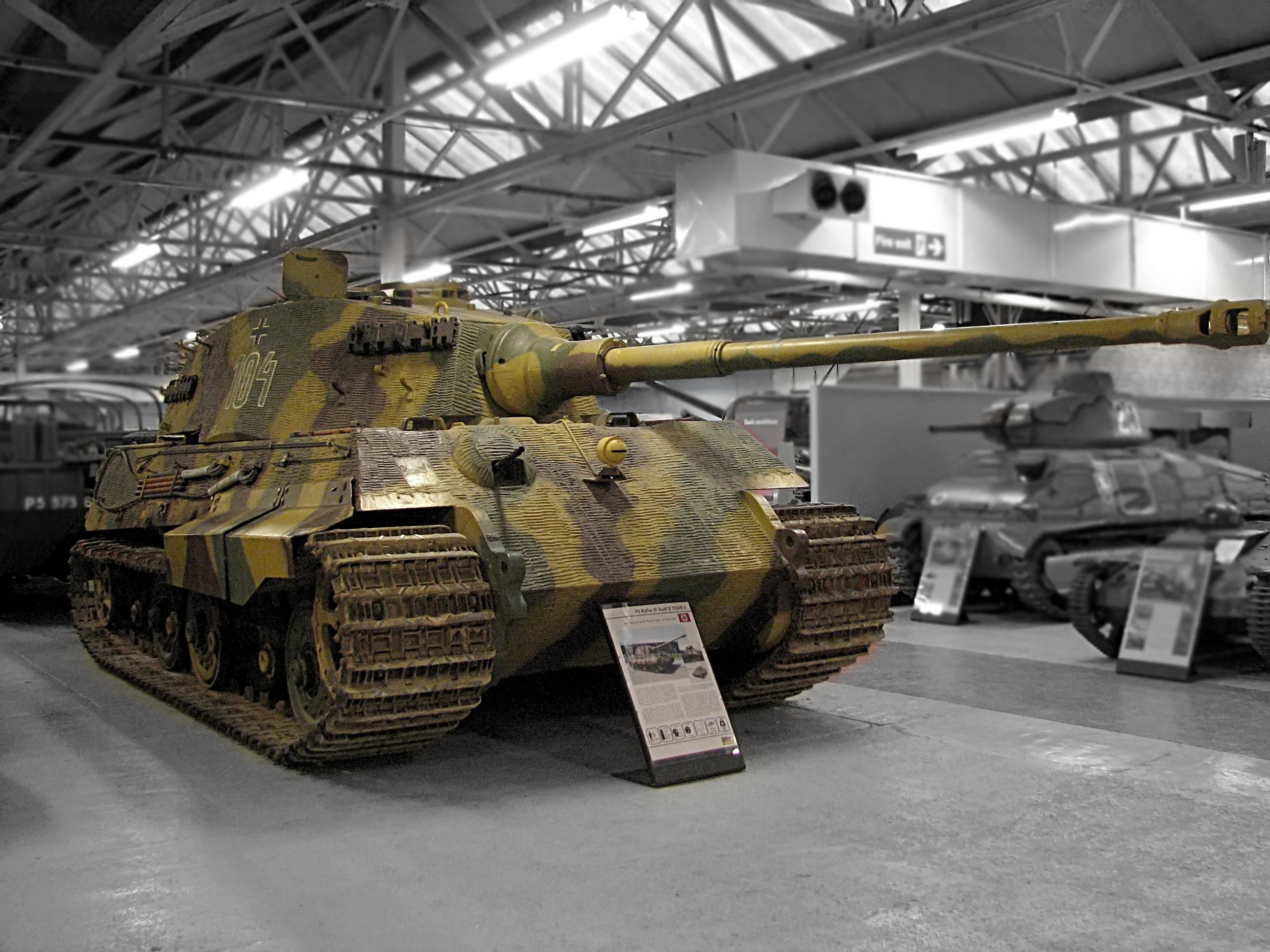
博文顿坦克博物馆的虎II坦克

六號戰車B型 （德語：Panzerkampfwagen VI Ausf.B Tiger II，通稱「虎王坦克」或「虎II坦克」，是一款納粹德國在二戰期間研發的重型坦克。亦有資料將其簡稱爲「虎B」（Tiger B）。其軍械庫存號爲Sd.Kfz. 182。虎王坦克還有一個非正式名稱「Königstiger」（該詞在德語中爲「孟加拉虎」之意）。盟軍士兵常常會從字面上將這款坦克的名稱誤譯爲「虎王」（King Tiger）或「帝王之虎」（Royal Tiger）。
虎王坦克是虎式坦克的繼任者，它繼承了虎式坦克的重裝甲風格，還有着豹式坦克那樣的傾斜裝甲。虎王坦克重達70公噸，前裝甲有100到180毫米厚，裝配一門88毫米KwK 43 L/71式戰車炮。沒有炮塔的獵虎式驅逐戰車與虎王坦克共用同一種底盤。
虎王坦克通常會被劃配到國防軍和武裝親衛隊的重戰車營中。第一支將虎王坦克投入作戰的部隊是德軍的第502重戰車營。而東線第一支裝配虎王坦克的部隊則是第501重戰車營。該營截止到1944年9月1日共計接收了25輛虎王坦克。

## 研發
德國人最初在1937年提出了重型坦克的研發計劃。亨舍爾最初與當局簽訂了設計協議，1939年，斐迪南·保時捷也與官方簽訂了設計協議。兩方推出的原型車均使用了同款由克虜伯設計的炮塔，兩種原型車的不同之處主要體現在車體、傳動、懸掛系統和車載設備上。

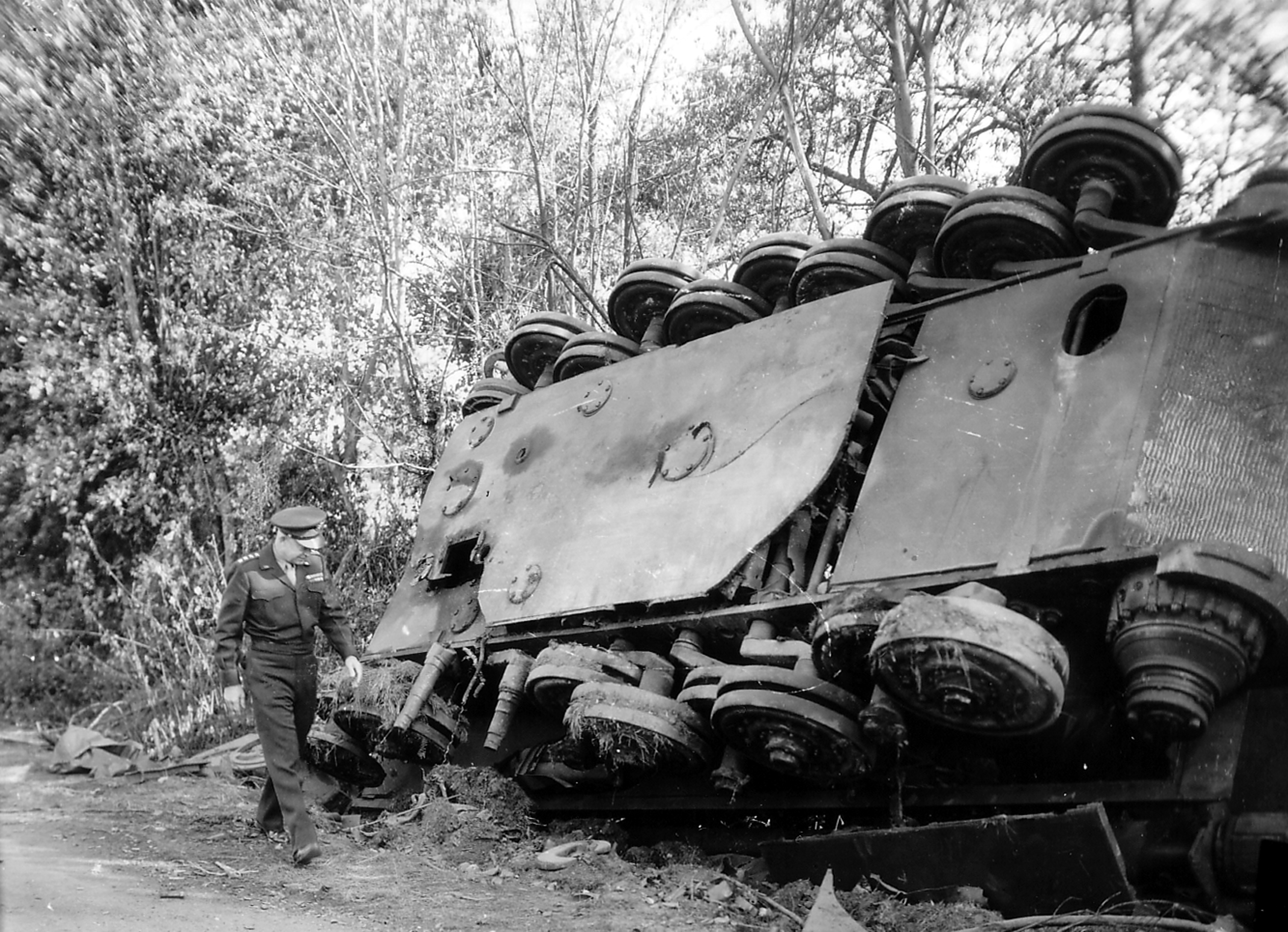
盟軍遠征部隊最高司令部司令艾森豪威爾將軍正走過一輛被毀的虎王坦克。注意圖中虎王坦克安裝的重疊而非交錯排列的鋼製輪圈

亨舍爾原型車的底盤設計比較常規，佈局類似豹式坦克，安裝了傾斜裝甲。它的引擎和負重輪佈局方式和虎I坦克相似——引擎安裝在車體後部，兩側各有9個鋼圈負重輪；重疊排列的負重輪內部配有彈簧，與橫向扭力桿相連。然而，爲了降低保養的難度，當這款原型車的鋼圈輪被運用在後期型的虎式坦克上時，負重輪是以重疊的方式排列，而不是像採用橡膠輪緣負重輪的虎I坦克早期型的「行走機構」（Schachtellaufwerk）那樣將負重輪交叉排列。
保時捷研發的原型車將炮塔裝在了車體後部，而將發動機放在中部。該車使用與象式重型坦克歼击车相同懸掛裝置。這種懸掛裝置兩側各有6個安裝在成對的彈簧轉向架上的負重輪。每對輪上還裝有短的縱向扭杆。這樣的設計不僅能夠節省空間，還能夠降低維修難度。一種原型車上安裝了一款與油氣混合車上的傳動系統相似（只是沒有蓄電池）的汽電傳動。該車的兩套傳動裝置互相獨立，由汽油發動機—發電機—電動機—驅動鏈輪這一混合動力驅動鏈組成，以並聯方式排列在坦克的兩側。此前，一些美國設計和VK4501(P)曾經運用過這種動力系統，但無論前者還是後者都沒能夠投入量產。儘管保時捷博士的非正統設計並不受青睞，但後來部分的猎虎重型坦克歼击车卻安裝了保時捷設計的懸掛。

## 設計

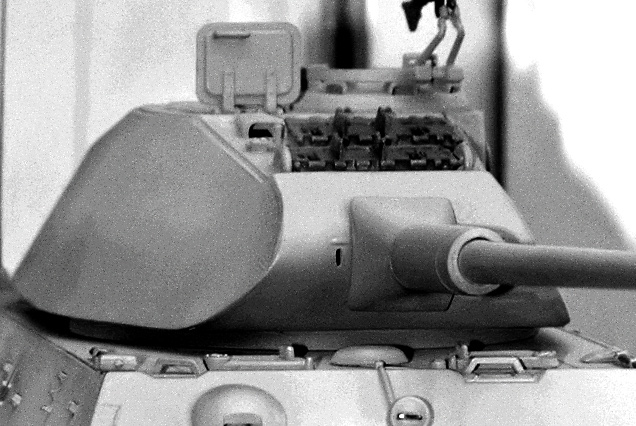
虎II坦克早期型所用的保時捷炮塔，注意炮塔正面是弧形的

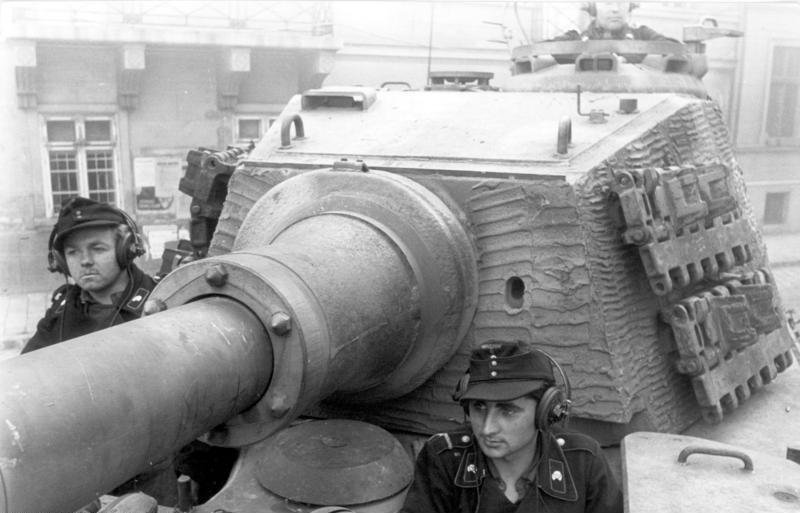
亨舍爾炮塔的照片，這種炮塔顯得更有棱角

最終，亨舍爾贏得了競標，隨後所有的虎II坦克均由該公司製造。虎II坦克有兩種炮塔。第一種炮塔常常被稱爲「保時捷炮塔」，是因有說法認爲該炮塔是保時捷爲他們的原型車設計的。不過事實上，這種炮塔是由克虜伯設計的，亨舍爾和保時捷推出的原型車上均使用了這款炮塔。該炮塔正面是弧形的，而兩邊的裝甲則有大弧度的傾斜。爲了容納車長的指揮塔，炮塔的左面有一個很難製作的弧形凸起。有50個這樣的炮塔被裝在了亨舍爾製造的底盤上，所得的虎II坦克也參加過實戰。不過，虎II坦克主要安裝另一款炮塔。該炮塔被稱爲「亨舍爾炮塔」。這種炮塔採用了厚得多的平裝甲板，並消除了保時捷炮塔正面的「射擊陷阱」。由於它的側面傾斜度比起保時捷炮塔要來得小些，所以側面沒有爲了容納車長指揮塔而產生的凸起。
虎II坦克的炮塔上安裝了一門KwK43 88毫米戰車炮。這門火炮配上一部幾乎所有（除了部分早期型虎II坦克沒有安裝）虎II坦克都安裝的Turmzielfernrohr 9d（炮塔瞄準鏡），不僅準確度高，威力也很強大。測試結果表明，虎II坦克在1000米外打擊2米高、2.5米寬的標靶時首發命中率爲100%，在1500米外打擊上述標靶時首發命中率爲95-97%，2000米外則是89-97%（命中率高低與發射的炮彈種類有關）。虎II坦克在實戰中的命中率稍微低一些，1000米距離的命中率超過95%，1500米外超過80%，2000米外則爲60-76%。虎II坦克主炮使用PzGr39型穿甲彈（Panzergranate  39/43；Panzergranate，縮寫爲PzGr，在德語中是穿甲彈的意思）時能在100米外擊穿202毫米的30度傾斜鋼板、在2000米外擊穿132毫米厚的30度傾斜鋼板。如發射PzGr. 40/43，那麼上述兩個數據可分別提高至238毫米和153毫米。另外。主炮可以發射對付防護薄弱目標相當有效的SpGr43型高爆彈（Sprenggranate 43；S）。在射程內均可擊穿90毫米裝甲板的HlGr39式高爆反坦克彈（Hohlgranate或Hohlgeschoss 39；HlGr是單詞Hohlgranate或Hohlgeschoss的縮寫，在德語中是高爆反坦克彈（HEAT）的意思）則對有裝甲和無裝甲的目標都比較有效。
虎II坦克的炮塔由一臺變速勃林格斯特姆L4S液壓馬達提供動力。該馬達的動力則通過一個二級傳動軸由坦克的主發動機提供。炮手可以通過他右手邊的一個控制桿調節炮塔轉動的速度。控制桿推到低速檔時，炮塔轉動一圈需時60秒，此時砲塔轉速和引擎轉速無關。控制桿推到高速檔時，砲塔轉速和引擎當時的轉速有關，若引擎以2000 rpm 轉動，砲塔可以在19秒內轉一圈，若引擎以3000 rpm 的最大轉速運作，砲塔轉速可達10秒一圈。炮手可以通過踏板或他左手邊的一個控制桿控制炮塔旋轉的方向和速度。這套炮塔轉動機構精度高，而且運行平穩，炮手在停下炮塔之後手動微調炮塔就能夠開火。而當時大部分其它坦克上的炮手在最終開火之前都需要手動微調炮塔。在坦克沒有動力的時候，炮手可以在裝填手的幫助下（後者在此時會轉動他的副手輪）手動讓炮塔緩慢地轉動起來。

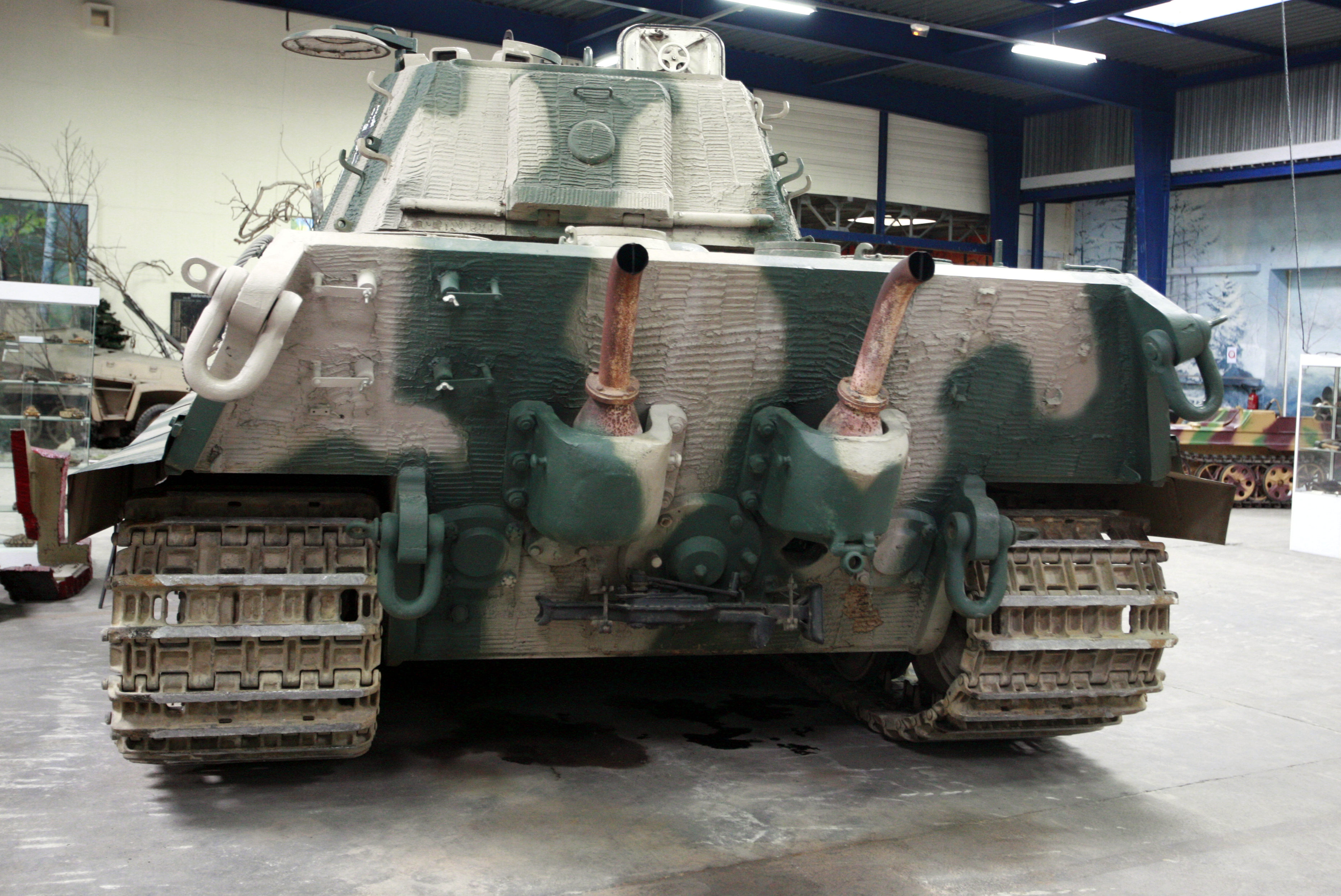
坦克後視圖，注意其雙排氣管

和所有的德國坦克一樣，虎II坦克由汽油機驅動。爲其提供驅動力的的690匹V形12缸邁巴赫HL 230 P30同樣也爲比虎II坦克輕得多的豹式坦克和虎I坦克提供動力。和許多二戰時期的重型坦克一樣，虎II坦克的動力不足，而且對燃料這種在當時的德國供應不足的資源消耗量很大。它使用的變速系統爲邁巴赫OLVAR EG 40 12 16 B型，有8個前進檔和4個倒車檔。它能能夠控制虎II坦克安裝的亨舍爾L 801式舵機。亨舍爾L 801式舵機採用雙半徑設計，故障率較高。坦克兩側的九對車軸均裝有支撐用的扭力桿。虎II坦克有8對重疊排列的負重輪。這些安放於履帶內的負重輪直徑爲800毫米，擁有橡膠墊和鋼製外胎。
與虎I坦克一樣，每輛虎II坦克均配有戰鬥用和稍窄的鐵路運輸用兩套履帶。運輸用履帶減小了載荷的全寬，使用這種履帶的坦克（在特殊情況下）可以在鋪裝路面上做短距離行駛。按照操作規範，乘員組應該在坦克被卸載之後爲坦克換上戰鬥用履帶。虎II坦克的對地壓強爲0.76千克/平方釐米。

### 指揮坦克
虎II坦克的指揮型名叫「虎式坦克B型指揮坦克」（德語：Panzerbefehlswagen Tiger Ausf. B），有Sd.Kfz. 267和Sd.Kfz. 268.兩種衍生型。虎II坦克指揮型的發動機艙裝甲得到了加強，爲了給無線電臺和其它額外的裝備留出空間，虎II坦克指揮型僅能攜帶63發8.8釐米炮彈。Sd.Kfz. 267備有FuG 8和FuG 5電臺各一臺，它看上去和一般的虎II坦克有兩個顯著的不同之處：一是指揮型的炮塔頂上有一根兩米長的天線；二是在它後裝甲蓋板上原本用來安裝深潛用裝備的地方，有一根安裝在絕緣底座（該底座的型號爲105mm Antennenfuß Nr. 1）上、有筒狀裝甲防護的「Sternantenne D」（德語，意爲「星形天線D」）。而Sd.Kfz. 268則備有FuG 7和FuG 5兩臺電臺，它的炮塔頂部和後裝甲蓋板上分別有一根長爲2米、1.4米的天線。

## 生產
虎II坦克的研發工作在二戰後期才結束，製造數量也相對較少。納粹當局最初訂購了1,500輛虎II坦克，這個數字略高於虎I坦克的製造數1,347輛。然而虎II坦克的生產卻數次因盟軍的轟炸而暫停。比如說1944年9月22日至1944年10月7日的5次空襲炸毀了佔亨舍爾95%（按面積計算）的車間。據估計這幾次空襲，使得亨舍爾少製造了657輛虎II坦克。在二戰中德國僅僅製造了492輛虎II坦克。其中於1943年有一輛虎II坦克下線、1944年有379輛下線、1945年有112輛下線。虎II坦克的滿負荷生產從1944年中期一直持續到了戰爭結束。
獵虎驅逐戰車與虎II坦克使用相同的底盤。另外一款從未投產的重型自行火炮「蟋蟀17」也計劃使用虎II坦克的底盤。

## 相關的改良計劃
邁巴赫HL 234，一款旨在將邁巴赫HL 230改造爲燃油噴射式的設計，預期能將動力從HL 230的800PS提高到900PS。德國的坦克發展委員會（Entwicklungskommission Panzer）在HL 234的研發計劃提出後不久即將其納入了發動機的設計和採購計劃中。另外，相關部門還曾經用一款名爲AK-7-200的傳動系統來替代原來的Olvar-B傳動系統。然而，當坦克及機械化裝備部指出這款傳動駕駛性能差後，這個計劃也就中止了。克虜伯還曾經計劃爲虎II坦克換上新式的10.5釐米KwK L/68主炮，但坦克及機械化裝備部（Wa Pruf 6）卻並不贊成這一計劃，因爲德國陸軍當時還沒有正式接納那款加農炮。另外，如果換裝105毫米的主炮，虎II坦克的炮塔還得重新設計並安裝新的瞄準具；因爲彈藥採用分裝式的緣故，105毫米主炮的射速較慢。而且，虎II坦克上也沒有拿來裝下多出的那名副裝填手的空位。除以上計劃之外，提高虎II坦克觀察系統的穩定性、主炮的穩定性；爲虎II坦克安裝自動裝填機；爲虎II坦克裝上一臺蔡司立體測距儀；爲虎II坦克的乘員艙加裝暖氣；讓虎II坦克多攜帶12發彈藥；爲虎II坦克的乘員艙加壓；裝上空氣淨化系統；爲虎II坦克加裝防毒系統這些建議都先後被提出過。但是，這些建議不是僅停留在空談階段，就是在戰爭結束之前都沒能落實。

## 數據
- 變速箱：邁巴赫OLVAR EG 40 12 16 B（8個前進檔，4個倒車檔）[21]
- 無線電臺：FuG 5，指揮型額外配備一臺FuG 8（Sd.Kfz. 267）或FuG 7（Sd.Kfz. 268）[6]
- 彈藥：
  - 8.8 釐米–可攜帶80發彈藥（保時捷炮塔）[3]或86發彈藥（亨舍爾炮塔），通常50%是PzGr 39/43，50%是SprGr 43，偶爾還會攜帶一些PzGr 40/43或將SprGr改爲HlGr[3]
PzGr 39/43（鎢芯穿甲彈，射程較遠，但穿透力稍低，裝配易爆填料）[4][18]
PzGr 40/43（鎢芯穿甲彈，射程較短，但穿透力要高一些，裝配惰性填料）[4][18]
SprGr 43（高爆彈）[4]
HlGr 39（空心裝藥）[4]
  - 7.92毫米機槍彈–可攜帶5,850發彈藥[2]
- 火炮瞄準具：雙目式Turmzielfernrohr 9b/1（TZF 9b/1），1944年5月後改爲單眼式的9d (TZF 9d) [28]。

| 車體前部 | （首下）       | 100毫米40°傾斜  | （首上）       | 150毫米40°傾斜  |  |
| 車體側面 | （下半部分）   | 80毫米90°傾斜   | （上半部分）   | 80毫米65°傾斜   |  |
| 車體後部 |                | 80毫米60°傾斜   |                |                 |  |
| 車體頂部 |                | 40毫米0°傾斜    |                |                 |  |
| 車體底部 | （前半部分）   | 40毫米90°傾斜   | （後半部分）   | 25毫米90°傾斜   |  |
| 炮塔前部 | （亨舍爾炮塔） | 180毫米80°傾斜  | （保時捷炮塔） | 60-100毫米弧形  |  |
| 炮塔側面 | （亨舍爾炮塔） | 80毫米69°傾斜   | （保時捷炮塔） | 80毫米60°傾斜   |  |
| 炮塔後部 | （亨舍爾炮塔） | 80毫米70°傾斜   | （保時捷炮塔） | 80毫米60°傾斜   |  |
| 炮塔頂部 | （亨舍爾炮塔） | 44毫米0–10°傾斜 | （保時捷炮塔） | 40毫米0–12°傾斜 |  |
|          |                |                 |                |                 |  |

## 戰史

### 分配
除了一部分用於研究和訓練、五輛撥給了裝甲教導師以外，所有的虎II坦克都被分配到了隸屬於德意志國防軍或武裝黨衛隊（SS）的重戰車營（schwere Panzer Abteilung）中。
一個標準的（重戰車）營有45輛坦克
| 營部 3輛虎II坦克     |                      |                      |                      |                      |                      |                      |                      |                      |
| 一連連部 2輛虎II坦克 | 一連連部 2輛虎II坦克 | 一連連部 2輛虎II坦克 | 二連連部 2輛虎II坦克 | 二連連部 2輛虎II坦克 | 二連連部 2輛虎II坦克 | 三連連部 2輛虎II坦克 | 三連連部 2輛虎II坦克 | 三連連部 2輛虎II坦克 |
| 一排 4輛虎II坦克     | 二排 4輛虎II坦克     | 三排 4輛虎II坦克     | 一排 4輛虎II坦克     | 二排 4輛虎II坦克     | 三排 4輛虎II坦克     | 一排 4輛虎II坦克     | 二排 4輛虎II坦克     | 三排 4輛虎II坦克     |

使用虎II坦克的部隊有：
德意志國防軍陸軍重戰車營：

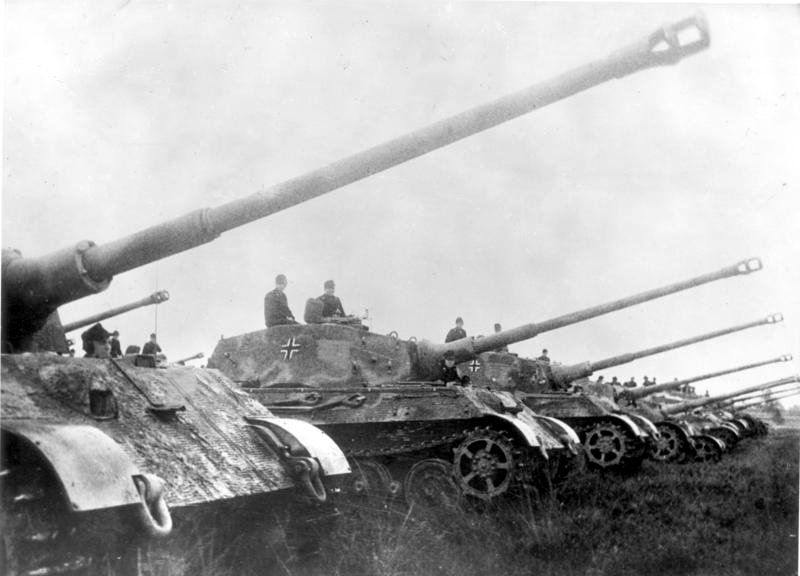
裝配比起作戰用履帶稍窄的運輸用履帶的虎II坦克。這隊虎II坦克從屬於第503重戰車營，照片中的隊形是爲了拍攝新聞短片而故意擺出來的

- 501、502、503、504、505、506、507、508、509、510、511、301

武裝黨衛隊（SS）重戰車營：
- 101、102、103

### 機動性和可靠性

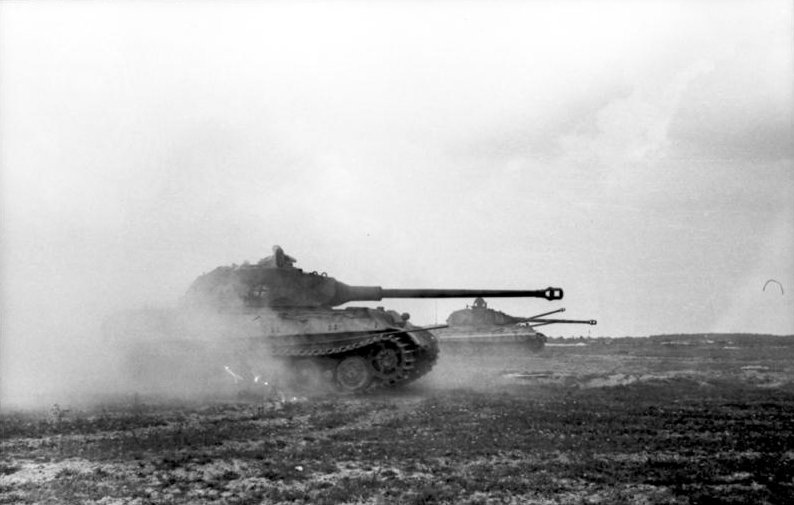
一群前行中的虎II坦克，攝於1944年6月的法國

早期型的虎II坦克的可靠性差，這主要體現在坦克的密封件和墊圈密封性差和所用的動力傳動系統負荷過重上（後者是因爲傳動系統本來是爲比虎II坦克重量輕一些的車輛設計的）。二級行星傳動系統最初常常發生故障而車組成員訓練的不足更是加重了這一問題——僅僅受過有限的操作其它戰車訓練的駕駛員常常會被調到已經啓程開往前線作戰部隊中。
501重戰車營（s.H.Pz.Abt. 501）在抵達東線時，45輛虎II坦克只有8輛能夠作戰，故障主要是由動力傳動系統的故障造成的。被分配到裝甲教導師的5輛虎II坦克在它們能夠被用於作戰之前就拋錨了。乘員爲了防止這些坦克被盟軍繳獲，只得將它們炸毀。
不過，可靠性的問題隨着後續的對密封圈，墊片和傳動系部件的改進，以及加強對駕駛員的培訓和對維護維修的保障而改善了不少。1944年12月15日以後的報告顯示，這一階段有72%的四號坦克、80%的虎II坦克、61%的豹式坦克能夠作戰。這一結果說明虎II坦克的可靠性確實得到了提高。虎II坦克餘留的可靠性問題大都是由於那個時期德軍缺乏潤滑油和備件造成的。
總的來說，儘管存在缺陷，虎II坦克仍是一種可怕的武器。它的88釐米口徑主炮足以在有效射程內摧毀那個時代盟軍所有的裝甲戰鬥車輛。另外，拋開它最初可靠性方面的問題，虎II坦克作爲一款如此重的車輛，還是相當靈活敏捷的。德國當代的資料和測試結果顯示，虎II坦克的戰術機動性與大部分盟軍和德軍的坦克一樣好，甚至更好。

### 戰史

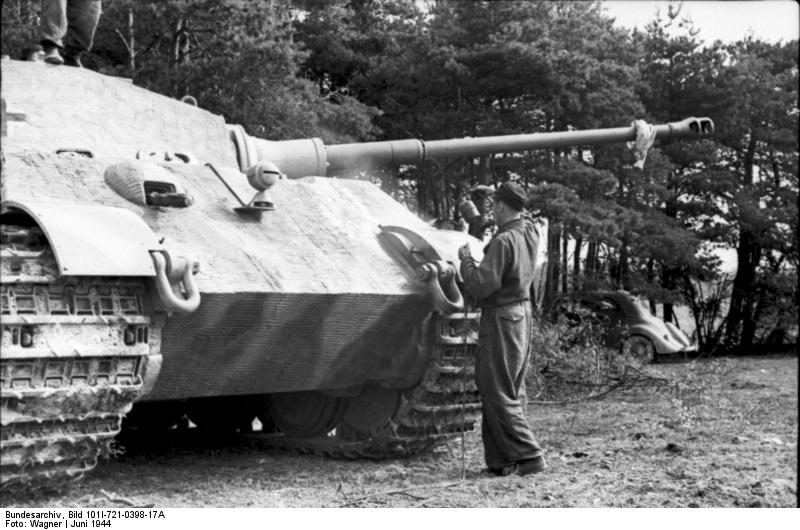
乘員正在爲虎II坦克噴塗僞裝塗層，攝於1944年6月的法國

虎II坦克首次登場是在諾曼第登陸戰中：1944年7月18日，第503重戰車營（s.H.Pz.Abt. 503）的一連在該日發生於特羅阿爾恩與代穆維爾之間地區對抗加拿大軍的戰鬥中使用了虎II坦克。兩輛虎II坦克在这次戰鬥中被毀，另外，連長的座車不慎落入了一個良木行動中被炸出的彈坑，坦克被困在了裏面，無法出來。
在東線，虎II坦克的首次登場是在1944年8月12日抵抗利沃夫-桑多梅日攻勢的戰鬥中。第501重戰車營的虎II坦克在當日參與了對巴拉諾夫桑多米爾斯基附近的維斯瓦河上橋頭堡的攻擊行動。在通往Oględów的路上，3輛虎II坦克在一批T-34-85坦克向它們發起的伏擊中被毀。因爲當時德國坦克上的彈藥常常會爆炸，並造成了大量的人員傷亡，所以德軍不再允許將主炮的彈藥放在坦克的炮塔內。因此，虎II坦克的載彈量降低到了68發。至多有14輛第501重戰車營的虎II坦克在1944年8月12日至13日的戰鬥中被蘇聯的T-34-85坦克、IS-2重型坦克、以及在机动受限的沙地地区被ISU-122發起的突襲或側翼攻擊擊毀。

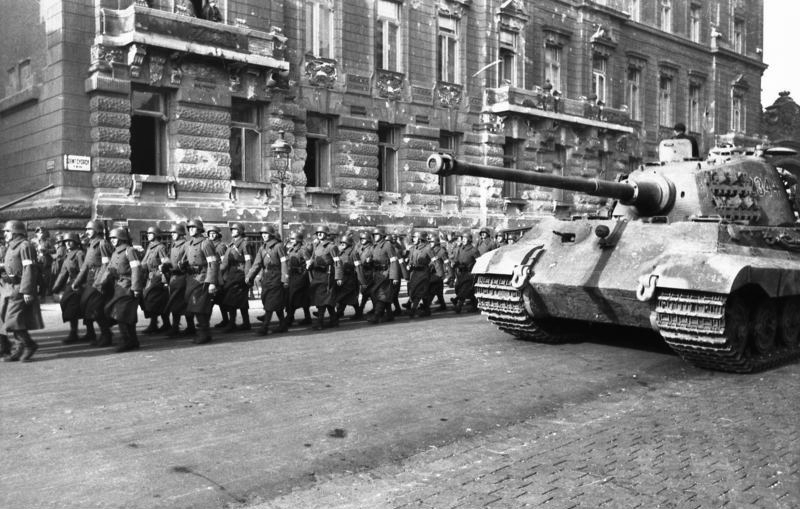
1944年10月，一輛第503重戰車營的虎II坦克和一隊匈牙利士兵正通過因戰爭而千瘡百孔的布達城堡區

1944年10月15日，第503重戰車營的虎II坦克在鐵拳行動中發揮了重要作用。它們在此次作戰中支援奧托·斯科爾茲內的部隊奪下了匈牙利的首都布達佩斯。此後，軸心國一直控制着布達佩斯直到二戰結束。這次作戰結束後，503重戰車營又轉戰德布勒森。該營一共在匈牙利戰區堅守了66天，並以損失25輛虎II坦克的代價殲滅了蘇聯人至少121輛坦克、244門反坦克炮及其它火炮、5架飛機和1輛火車。該營損失的25輛虎II坦克中，有10輛是因被蘇聯人擊中而燒毀、2輛被送回了維也納大修，另外13輛則是被乘員因故炸毀。虎II坦克乘員們這樣做的目的通常是防止它們的坦克落入同盟國之手。其中一名坦克王牌庫特·肯斯佩爾（一共摧毀了162輛敵軍的裝甲戰鬥車輛）即是第503重戰車營的一員。他在1945年4月29日的一次戰鬥中死在了他的虎II坦克上。
虎II坦克同樣參加了1944年12月的阿登反擊戰、抵抗蘇聯維斯瓦河-奧德河攻勢的戰鬥（1945年1月）、抵抗蘇聯東普魯士攻勢的戰鬥（1945年1月）。另外，在1945年3月的巴拉頓湖戰役、1945年4月的施勞弗高地戰役、歐戰最後一場大戰柏林戰役中也能夠看到虎II坦克的身影。
SS第103重戰車營（s.SS Pz.Abt. 103）稱他們從1945年1月到4月以損失45輛虎II的代價殲滅了500名敵人，而且損失的45輛虎II坦克大部分還是因機械故障或燃料耗盡而被乘員自行炸毀的。

### 火炮和裝甲的表現

很罕見的被擊毀的虎II坦克的照片，這輛虎II坦克可能是因炮塔前裝甲被打穿而被毀的，在其前裝甲板上還有一些彈坑

虎II坦克的重裝甲和長射程火炮使得它足以擊敗所有與之正面交鋒的盟軍坦克。在西線，虎II坦克的優勢格外明顯——除了1945年才問世的M26潘興坦克以外，英美兩國的軍隊沒有任何可用的重戰車。德國武器測試局的坦克及機械化裝備部（Wa Pruf 6）的報告指出，122毫米D-25T戰車炮，同盟國最重的戰車炮（雖然不一定是最好的戰車炮），當射擊角度大於30度時即無法擊穿虎II坦克的正面裝甲。不過，一份寫於1945年2月的R.A.C 3.d.文件指出，英國的QF 17磅炮（口徑76.2毫米）在發射脫殼穿甲彈時，理論上能在1100米外擊穿虎II坦克的炮塔，在1200米外擊穿虎II坦克的首下。然而，這很可能是在射擊偏角爲0度時得到的數據。因爲虎II坦克的正面裝甲實在太厚，所以盟軍不得不想辦法對虎II坦克發起側翼攻擊，從虎II坦克裝甲稍薄的側後面擊毀它。但是，這也使得虎II坦克在大部分的戰鬥中擁有了戰術優勢。另外，虎II坦克主炮的有效射程也超過了當時盟軍的戰車炮——它可以在2.5公里甚至更遠的距離上擊毀當時所有的盟軍坦克正面。

### 蘇聯人的測評
1944年8月，蘇聯人在桑多梅日附近俘獲了兩輛虎II坦克。很快，蘇聯人就把這兩輛虎II坦克送到了位於庫賓卡的試驗場。在運送途中，這兩輛虎II坦克出了好些機械故障。這兩輛虎II坦克的冷卻系統無法適應過熱的天氣——這造成了坦克的發動機過熱、變速箱出現故障。有一輛虎II坦克的右側懸掛被完全替換，儘管這樣造成了坦克性能的下降。平均下來，這兩輛坦克每10-15公里就會出一次故障。測試結果表明，虎II坦克的主炮KwK43 88毫米戰車炮在精度和穿甲能力方面與蘇聯的122毫米D-25T戰車砲相當。後者經測試可以在400米距離擊穿虎II坦克的炮塔所有部位。蘇聯人還拿一輛虎II坦克的裝甲用100毫米和152毫米口徑的火炮進行了射擊測試。蘇聯人發現，虎II坦克的焊接工藝比起其它德國坦克要差得多。所以，儘管炮彈並沒有貫穿虎II坦克的裝甲板，但是也常常會造成虎II坦克內部裝甲板的大量剝離，後者會導致虎II坦克的傳動受損，失去戰力。進一步測試結果表明，虎II坦克的裝甲板質量也比虎I坦克和豹式坦克差。因爲德國缺乏鉬，所以虎II坦克的裝甲板用了釩取代鉬。這導致了虎II坦克裝甲板延展性的降低。
後來的射擊測試表明，100毫米BS-3和122毫米A-19火炮在發射穿甲彈時可以在1000–1500米的距離上擊穿虎II坦克的炮塔裝甲，這說明虎II坦克炮塔的質量指數爲0.86。不過，被用作標靶的虎II坦克的主炮和炮盾在進行測試時都被拆掉了。這使得炮彈能夠擊穿裝甲開口（比如原來火炮所在的位置和觀察孔）附近的位置。此前打在上面的100毫米口徑炮彈和裝甲的損傷也對炮彈對火炮開口右側的擊穿有影響。虎II坦克車體和炮塔的側部裝甲則可以被蘇聯的85毫米火炮和美國的76毫米火炮發射的穿甲彈在800–2000米的距離上擊穿。另外，100毫米BS-3和122毫米A-19在向虎II坦克前裝甲的焊縫射擊3–4次後，也能夠在500–600米的距離上將之擊穿。

### 装甲测评的争议
一种观点基于苏联战时测试，认为稀有金属的缺乏严重损害了虎王的装甲质量。苏联于1944年将缴获的102号虎II在库宾卡进行了测试，称苏制122炮和100炮能在500米打穿首上的焊缝，在1500米打穿炮塔正面，多次中弹后的非穿透损害（凸痕）也导致装甲焊缝开裂和装甲表面大面积崩塌照片 （页面存档备份，存于）。苏联人把测试中的虎王的装甲质量问题归因于缺少钼，不过苏联未对其他坦克的装甲进行对比试验来验证他们的观点。

## 現存的虎II坦克
現在唯一一輛還可以行駛的虎II坦克由法國索米爾的裝甲博物館持有。這輛虎II坦克上安裝的是亨舍爾炮塔，而且對公眾開放參觀，其餘現存的虎II坦克還有：

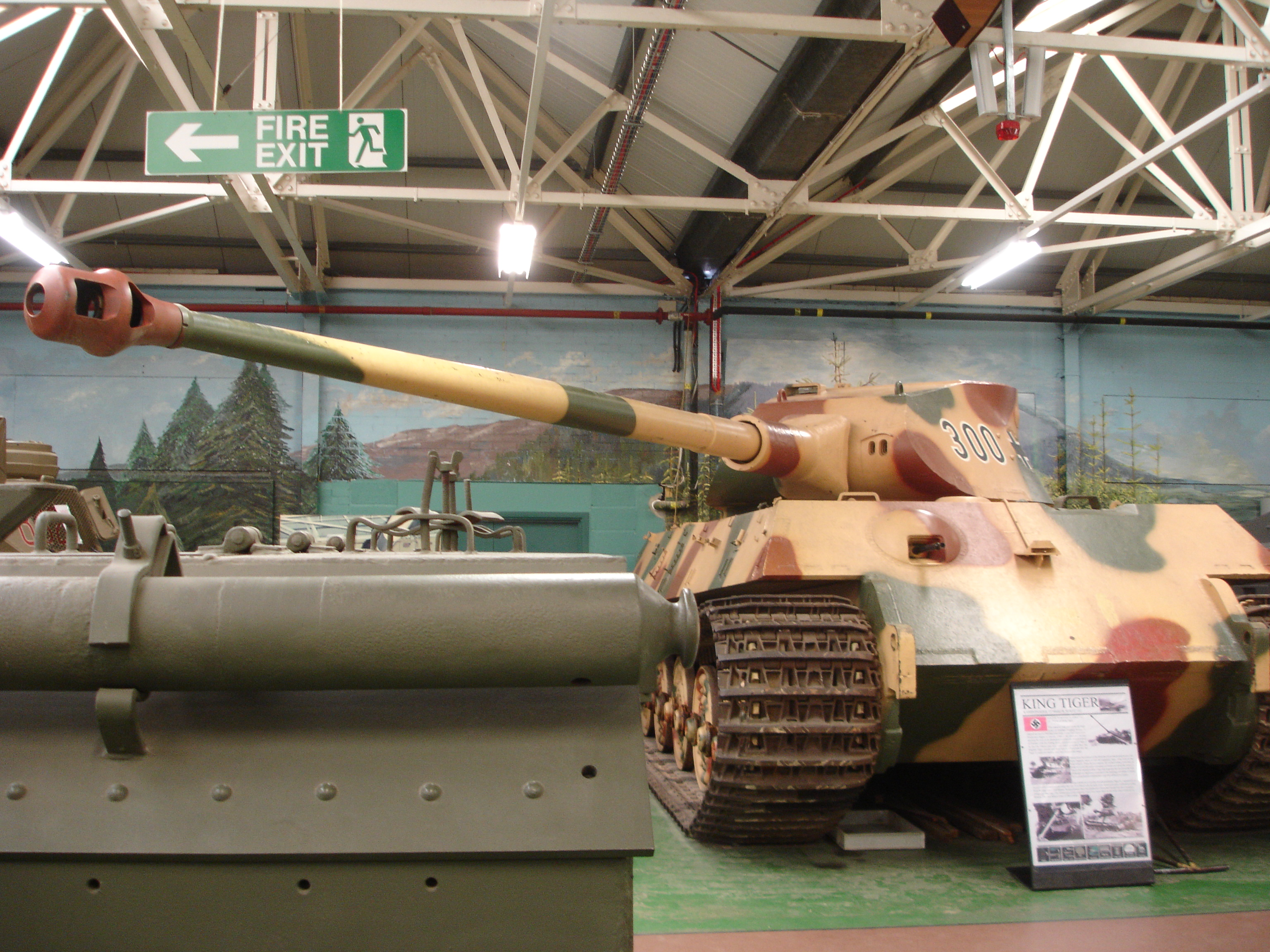
博文頓坦克博物館的虎II坦克

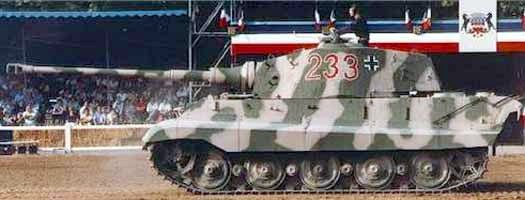
行駛中的虎II坦克，這輛虎II坦克屬於法國索米爾的裝甲博物館

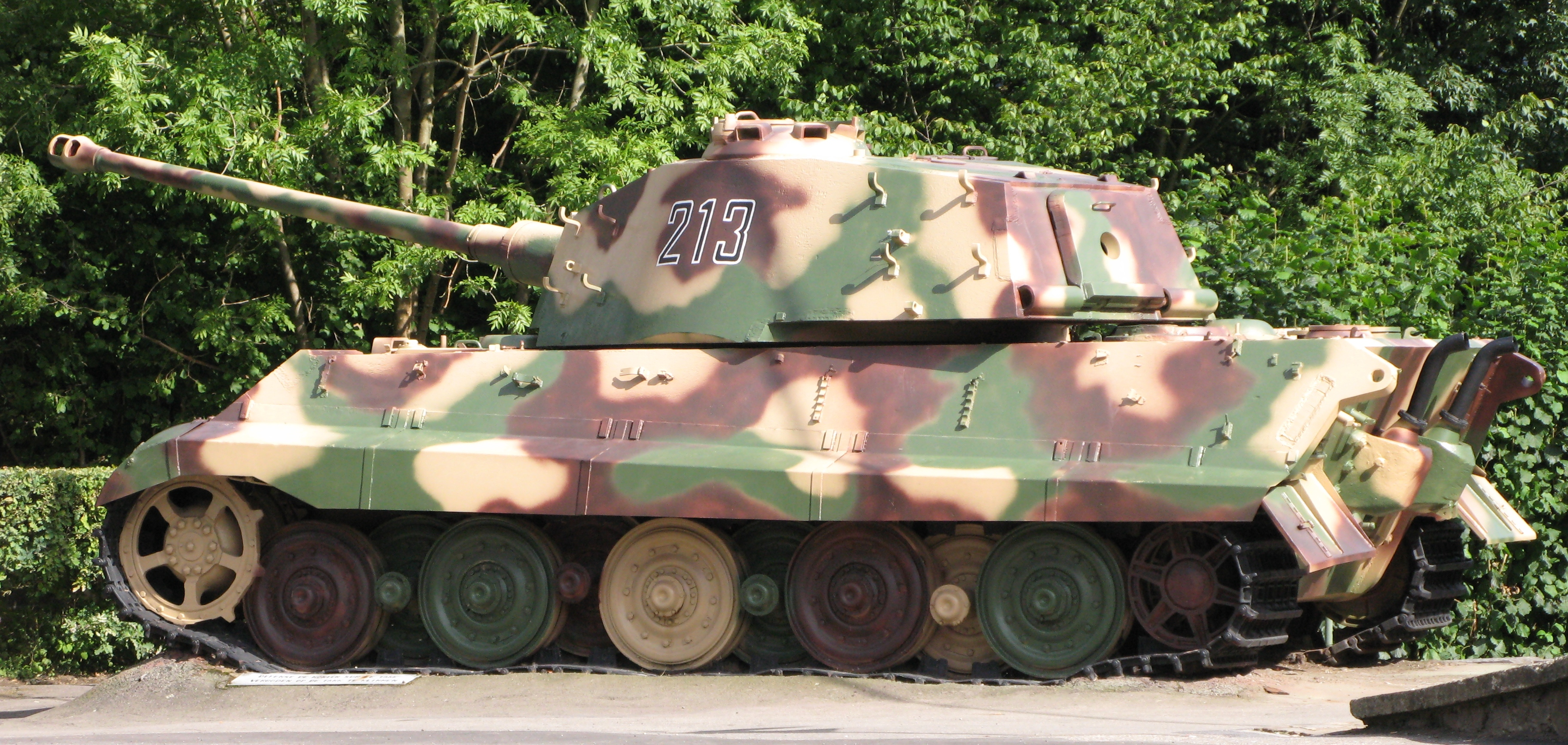
位於比利時拿戈盧的一輛虎II坦克

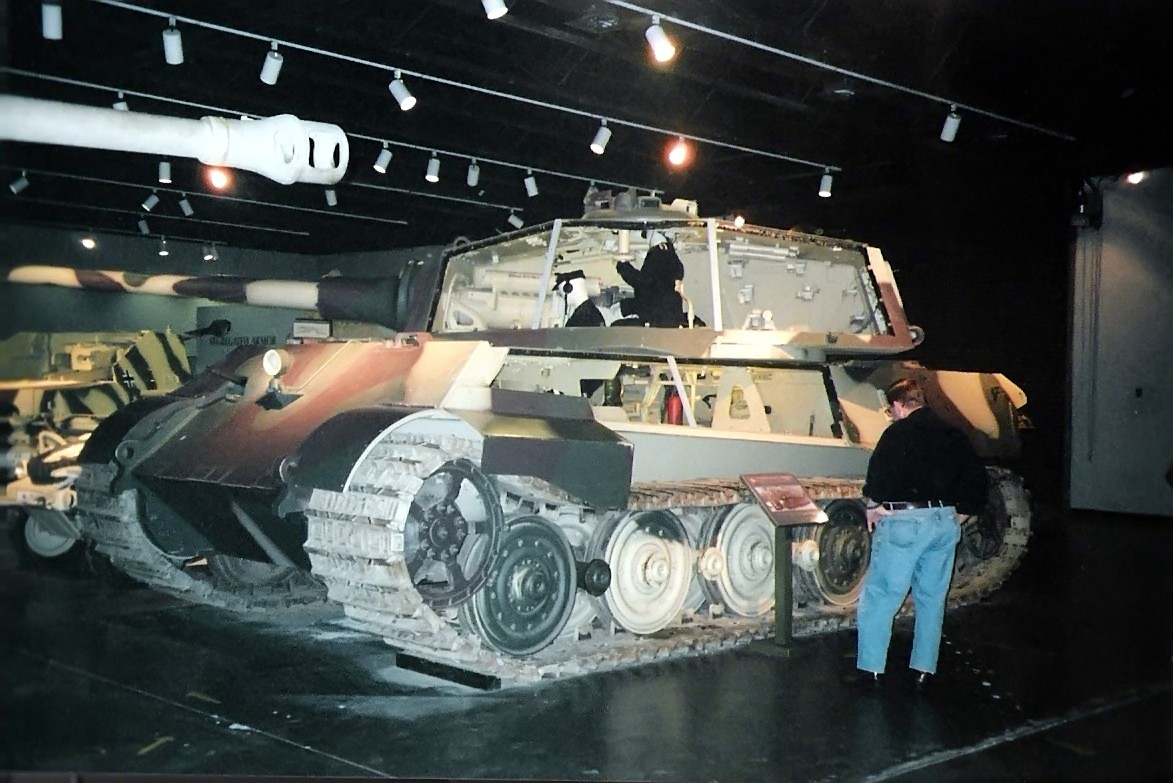
巴頓裝甲和騎兵博物館收藏的虎II坦克

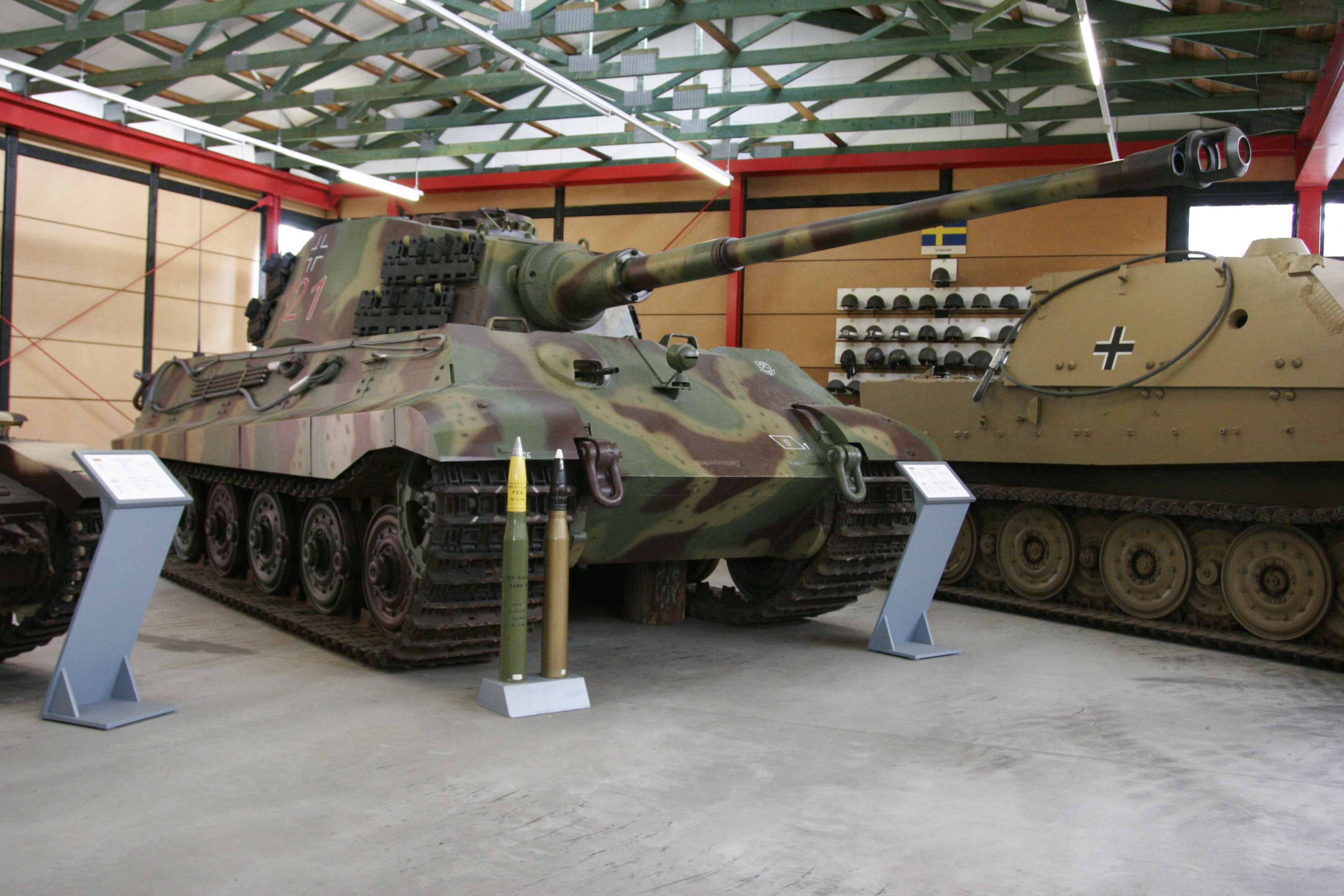
德國坦克博物館的虎II坦克，這輛虎II坦克的炮塔是亨舍爾炮塔

- 英國多實郡的博文頓坦克博物館藏有一輛虎II坦克。這輛由軟鋼製成的坦克是虎II坦克的第二輛原型車(保時捷炮塔)。另外，還有一輛裝備亨舍爾炮塔的虎II坦克曾被租借到位於英國斯里文漢的國防學院（見下）。
- 英國牛津郡斯里文漢的國防學院中有一輛裝備亨舍爾炮塔的虎II坦克。該車原隸屬於501重戰車營，車體編號280093，炮塔編號104，塗有「Zimmerit」防磁塗層[54]。英國第11裝甲師第23輕騎兵團的上士羅伯茨聲稱是他擊毀了這輛虎II坦克。當時他所在的乘員組駕駛的是一輛雪曼坦克。然而，這輛虎II坦克當時實際上已經因爲履帶和傳動受損而被它的乘員遺棄了[55]。這輛虎II坦克在失去戰力之前，曾有人爲其拍了一張照片。照片中，這輛虎II坦克位於一片甜菜地中，炮塔轉向爲90度[56]。現在，這輛坦克已經回到了博文頓坦克博物館展出。
- 英國萊斯特郡的惠特克羅夫特收藏行的收藏家凱文·惠特克羅夫特計劃重製一輛虎II坦克。它會使用一些其它虎II坦克上的部件，但同樣會使用不少新造的部件。惠特克羅夫稱他已經湊齊了重製虎II坦克必需部件中的70–80%，而且還在不斷弄到更多部件。他目前已經向公眾展示的部件有：一塊完整的虎II坦克前傾斜裝甲板、虎II坦克的主炮KwK43 88毫米戰車炮、發動機蓋板、1/3的車體後部、履帶，以及約2/3的車體左側裝甲板（被分成了兩部分）[57]。該工程的目標是造出一輛能夠行駛的虎II坦克。
- 在法國的芒特–拉–朱莉有一輛虎II坦克的半成品。人們913區域公路的地下挖出了這輛損壞的虎II坦克。在一次2001年的嘗試性的探索性挖掘中，人們修復了炮塔的一些部件。進一步的挖掘現因經濟原因而暫停。人們正在計劃將這輛虎II坦克整個挖出來並將它修復，然後放至溫辛的戰爭紀念館中展出[58]。
- 俄羅斯的庫賓卡坦克博物館有一輛於奥格莱多（英语：Oględów）被蘇聯紅軍繳獲的虎II坦克。這輛虎II坦克裝備亨舍爾的炮塔，炮塔編號爲002（502）。庫賓卡博物館向公眾開放，但是，因爲這輛虎II坦克所在的位置是軍事基地，所以參觀會受到一些限制。
- 比利時拿戈盧（英语：La Gleize）的十二月44博物館藏有一輛經修復後復原的虎II坦克。公眾可以在該館的室外陳列區找到這輛虎II坦克。該車的完工日期爲1944年10月，裝備亨舍爾炮塔，車體編號爲280273，炮塔編號則是213。這輛本屬於第501重戰車營的虎II坦克於1944年12月24日被其乘員遺棄於拿戈盧。這輛虎II坦克的炮口制退器和前1/3的砲管是利用豹式坦克的部件重製的。另外，該車的擋泥板也是後來重製的。它的不少外部和內部配件都剝落了，大部分扭力桿也都壞掉了，但是它的引擎和變速箱還是完好的。
- 德國蒙斯特的德國裝甲博物館藏有一輛裝備亨舍爾炮塔的虎II坦克。只要繳納入場費，公眾就能看到這輛陳列於室內的虎II坦克。這輛虎II坦克原隸屬於第501重戰車營，其車體編號爲280101，炮塔編號爲501。
- 美國諾克斯堡的巴頓裝甲和騎兵博物館中藏有一輛裝備亨舍爾炮塔的虎II坦克。這輛虎II坦克的完工日期爲1944年9月，車體編號爲280243。美軍於1944年12月24日在特魯瓦蓬附近發現了這輛被乘員遺棄的虎II坦克。爲方便教學，阿伯丁試驗場的工作人員在1940年代晚期切開了這輛坦克的左側。2010年12月14日，這輛虎II坦克被轉送到了位於本寧堡新建的美國陸軍裝甲博物館中。
- 瑞士軍事博物館藏有一輛虎II坦克。這輛裝備亨舍爾炮塔的虎II坦克最初是圖恩坦克博物館的展品，但從2006年9月開始被租借到了瑞士軍事博物館中。工作人員正準備對其進行大修以讓這輛坦克能夠動起來。這輛坦克是二戰後由法國送給瑞士的，它原屬於第506重戰車營，車體編號爲280215[59]。

### 同時代的類似坦克
- 英國的黑王子步兵坦克，未投入量產
- 蘇聯的IS-2
- 美國的T29重型坦克，未投入量產
- 美國的T26E4「超級潘興」，少量實戰測試，未投入量產

## 流行文化

### 電子遊戲
- 《戰爭雷霆》
- 《應徵入伍》
- 《坦克世界》

## 延伸阅读
- Buckley, John. . London: F. Cass. 2004. ISBN 978-0-7146-5323-5.
- Jarymowycz, Roman. . Boulder: L. Rienner Publishers. 2001. ISBN 978-1-55587-950-1.
- Jentz, Thomas; Doyle, Hilary. . West Chester: Schiffer Publishing. 1997. ISBN 978-0-7643-0224-4.
- Jentz, Thomas; Doyle, Hilary. . London: Osprey. 1993. ISBN 978-1-85532-282-0.
- Jentz, Thomas. . Schiffer. 1996. ISBN 978-0-7643-0080-6.
- Manchester, William. . Boston: Back Bay Books. 2003. ISBN 978-0-316-52940-2.
- Pallud, Jean-Paul. . Old Harlow: Battle of Britain International Ltd. 2006. ISBN 978-1-870067-57-7.
- Perrett, Bryan. . London: Osprey. 2000. ISBN 978-1-84176-004-9.
- Schneider, Wolfgang. . West Chester: Schiffer Publishing. 1990. ISBN 978-0-88740-239-5.
- Schneider, Wolfgang. . Mechanicsburg: Stackpole Books. 2000. ISBN 978-0-8117-3171-3.
- Schneider, Wolfgang. . Mechanicsburg: Stackpole Books. 2005. ISBN 978-0-8117-3203-1.
- Számvéber, Norbert. . Hadtörténeti Levéltár. 2000. ISBN 978-963-00-2526-3.
- Wilbeck, Christopher. . The Aberjona Press. 2004. ISBN 978-0-9717650-2-3.
- Zaloga, Steve. . London: Osprey Publishing (UK). 1994. ISBN 978-1-85532-396-4.

## 外部連結
- Information about the Pz.Kpfw.Tiger Ausf.B "Tiger II" at Panzerworld （页面存档备份，存于）
- Tiger II at the Armorsite （页面存档备份，存于）
- Pantiger, A Redesigned Tiger （页面存档备份，存于） (U.S. intelligence report, 1944)